# Baharak
Baharak – wieś w północno-wschodnim Afganistanie, w prowincji Badachszan (Wilajet), stolica powiatu Baharak.
Szkoła dla dziewcząt w Baharak została otworzona 17 grudnia 2006 r. przez Munshiego Abdula Majeeda, gubernatora prowincji Badachszan. Uczęszcza do niej około 3 000 dziewcząt, które uczą się na trzy oddzielne zmiany w ciągu dnia.